# The Plot Against America
The Plot Against America é um romance de Philip Roth publicado em 2004. É uma história alternativa na qual Franklin D. Roosevelt é derrotado nas eleições presidenciais de 1940 por Charles Lindbergh. O romance segue a sorte da família Roth durante a presidência de Lindbergh, à medida que o antissemitismo se torna mais aceito na vida americana e famílias judaico-americanas como os Roth são perseguidas em vários níveis. O narrador e personagem central do romance é o jovem Philip, e o cuidado com o qual sua confusão e terror são prestados torna o romance tanto sobre os mistérios do crescimento quanto sobre a política americana. Roth baseou seu romance nas ideias isolacionistas adotadas por Lindbergh na vida real como porta-voz do America First Committee e em suas próprias experiências crescendo em Newark, Nova Jersey. O romance descreve a seção Weequahic de Newark, que inclui a Weequahic High School da qual Roth se formou.

## Enredo
O romance é contado do ponto de vista de Roth quando criança, em Newark, Nova Jersey, como filho mais novo de Herman e Bess Roth. Tudo começa com o herói da aviação Charles Lindbergh, que já é criticado por elogiar o governo de Hitler, ingressando no America First Party. Como porta-voz do partido, ele fala contra a intervenção dos Estados Unidos na Segunda Guerra Mundial e critica abertamente a "raça judaica" por tentar forçar o envolvimento estadunidense. Depois de fazer uma aparição surpresa na última noite da Convenção Nacional Republicana de 1940, ele é indicado como candidato a presidente do Partido Republicano.
Embora criticado pela esquerda e temido pela maioria dos judeus-estadunidenses, Lindbergh reúne uma forte onda de apoio popular do sul e do meio-oeste e é endossado pelo rabino conservador Lionel Bengelsdorf de Newark. Lindbergh venceu a eleição de 1940 sobre o presidente em exercício Franklin Roosevelt em uma vitória esmagadora sob o slogan "Vote em Lindbergh, ou vote pela guerra". O senador de Montana, Burton K. Wheeler, é o vice-presidente de Lindbergh, que nomeia Henry Ford como secretário do Interior. Com Lindbergh agora na Casa Branca, a família Roth começa a se sentir como uma estranha na sociedade estadunidense.
O primeiro ato de Lindbergh é assinar um tratado com a Alemanha nazista, em que Hitler que promete que os Estados Unidos não irão interferir na expansão alemã na Europa, conhecido como "Entendimento da Islândia", e outro com o Japão Imperial que promete não interferência com a expansão japonesa na Ásia, conhecido como "Entendimento do Havaí". A nova presidência começa a afetar a família de Philip. O primo de Philip, Alvin, se junta ao exército canadense para lutar na Europa. Ele perde a perna em combate e volta para casa com seus ideais destruídos. Ele deixa a família e se torna um bandido na Filadélfia. Um novo programa governamental, o Office of American Absorption (OAA), começa a levar meninos judeus para passar um período de tempo vivendo com famílias de troca no sul e no meio-oeste para "americanizá-los". O irmão mais velho de Philip, Sandy, é um dos meninos selecionados e, depois de passar um tempo em uma fazenda em Kentucky sob o esquema "Just Folks" da OAA, ele volta para casa mostrando desprezo por sua família, chamando-os de "judeus do gueto".
A tia de Philip, Evelyn Finkel, casa-se com o rabino Bengelsdorf e torna-se hóspede frequente da Casa Branca de Lindbergh. A presença dela em um jantar oficial para o Ministro das Relações Exteriores alemão Joachim Von Ribbentrop causa tensão adicional na família. Uma nova versão do Homestead Act de 1862, chamada Homestead 42, é instituída para realocar famílias judias inteiras para o oeste e o sul dos Estados Unidos. Muitos dos vizinhos de Philip em Newark se mudam para o Canadá. O tímido e inocente amigo de escola de Philip, Seldon Wishnow, filho único, muda-se para a pequena Danville, Kentucky, com sua mãe viúva, Selma.
Em protesto contra o novo ato, a personalidade do rádio Walter Winchell critica abertamente o governo Lindbergh em sua transmissão nacional de domingo à noite de Nova York e é demitido por seu patrocinador. Winchell então decide concorrer à presidência em 1944 e começa uma turnê de palestras. Sua candidatura causa raiva e tumultos antissemitas no sul e no meio-oeste e multidões começam a atacá-lo. Enquanto discursava em um comício político ao ar livre em Louisville, Kentucky, em 5 de outubro de 1942, Winchell é morto a tiros. O funeral de Winchell na cidade de Nova York é presidido pelo prefeito Fiorello La Guardia, que elogia Winchell por sua oposição ao fascismo e critica incisivamente Lindbergh por seu silêncio sobre os distúrbios e o assassinato de Winchell.
Quando ele estava voltando de um discurso em Louisville em 7 de outubro de 1942, o avião de Lindbergh desapareceu. As buscas de solo não mostram resultados, e o vice-presidente Wheeler assume a presidência. A Rádio Estatal Alemã divulga "evidências" de que o desaparecimento de Lindbergh e o sequestro de seu filho foram parte de uma conspiração judaica para assumir o controle do governo dos Estados Unidos. O anúncio incita mais tumultos antissemitas. Wheeler e Ford, agindo com base nas evidências dos nazistas, começam a prender cidadãos judeus proeminentes, incluindo Henry Morgenthau Jr., Herbert Lehman e Bernard Baruch, bem como o prefeito La Guardia e o rabino Bengelsdorf.
Seldon liga para os Roths quando sua mãe não chega em casa do trabalho. Mais tarde, eles descobrem que a mãe de Seldon foi morta por membros da Ku Klux Klan que a espancaram e roubaram antes de colocar fogo em seu carro. Os Roths ligam para a família postiça de Sandy em Kentucky e os fazem manter Seldon seguro até que o pai e o irmão de Philip dirijam até Newark. Meses depois, Seldon é acolhido pela irmã de sua mãe. Os tumultos param quando a primeira-dama Anne Morrow Lindbergh faz uma declaração pedindo ao país que pare com a violência e siga em frente. Com a busca pelo presidente Lindbergh cancelada, o ex-presidente Roosevelt concorre como candidato presidencial de emergência em novembro de 1942 e é reeleito. Meses depois, os japoneses atacam Pearl Harbor e os Estados Unidos entram na guerra.
A tia Evelyn conta uma teoria do desaparecimento de Lindbergh, cuja fonte é a primeira-dama Lindbergh, que revelou os detalhes ao marido de Evelyn, Rabino Bengelsdorf, pouco antes de ela ser removida à força da Casa Branca e mantida prisioneira na ala psiquiátrica do Exército Walter Reed Hospital. De acordo com Evelyn, depois que o filho dos Lindberghs, Charles, foi sequestrado em 1932, seu assassinato foi falsificado e ele foi criado na Alemanha pelos nazistas como membro da Juventude Hitlerista. O preço que os nazistas pagaram pela vida do menino foi a total cooperação de Lindbergh com uma campanha presidencial organizada pelos nazistas, pela qual esperavam trazer a Solução Final para os Estados Unidos. Quando Lindbergh os informou que os EUA nunca permitiriam tal coisa, ele foi sequestrado, e a teoria da conspiração judaica foi apresentada na esperança de virar os EUA ainda mais contra sua população judaica. Philip admite que a teoria de Evelyn é a explicação mais rebuscada e "inacreditável" para o desaparecimento de Lindbergh, mas "não necessariamente a menos convincente".

## Inspiração
Roth afirmou que a ideia do romance surgiu enquanto ele lia as provas inéditas da autobiografia de Arthur M. Schlesinger Jr., na qual Schlesinger faz um comentário que alguns dos senadores republicanos mais radicais da época queriam que Lindbergh concorresse contra Roosevelt. O título parece ser tirado de um panfleto comunista publicado em apoio à campanha contra a reeleição de Burton K. Wheeler para o Senado dos Estados Unidos em 1946.
O romance retrata um antissemita dos Estados Unidos na década de 1940. Roth havia escrito em sua autobiografia, The Facts, sobre as tensões raciais e antissemitas que fizeram parte de sua infância em Newark. Várias vezes naquele livro, ele descreve crianças em sua vizinhança sendo violentamente atacadas simplesmente porque eram judias.

## Recepção
O romance de Roth foi geralmente bem recebido. Jonathan Yardley do The Washington Post, explorando o tratamento que o livro dá a Lindbergh em alguma profundidade, chama o livro de "dolorosamente comovente" e uma "história genuinamente americana".
A crítica do The New York Times descreveu o livro como "um romance político fantástico", bem como "sinistro, vívido, onírico, absurdo e, ao mesmo tempo, assustadoramente plausível".
Blake Morrison no The Guardian fez um grande elogio: "The Plot Against America cria sua realidade magistralmente, em frases longas e fluidas que o levam além do ceticismo e com uma atenção cotidiana a imagens e sons, sabores e cheiros, sobrenomes e apelidos e nomes de marca - um acúmulo de petits faits vrais - que dissolve qualquer descrença residual."
O escritor Bill Kauffman, em The American Conservative, escreveu uma crítica contundente do livro e se opôs às suas críticas ao movimento do qual Lindbergh era um porta-voz principal, que às vezes é referido como isolacionista, mas Kauffman o vê como antiguerra, em contraste com a posição pró-guerra de Roosevelt. Ele também critica seu retrato do crescente antissemitismo estadunidense, em particular entre os católicos, e pela natureza de seus retratos fictícios de personagens da vida real como Lindbergh, alegando que era "fanático e caluniador dos mortos", bem como por seu fim, apresentando uma resolução para a situação política que Kauffman considerava um deus ex machina.
Muitos tomaram o romance como uma espécie de roman à clef a favor ou contra o governo George W. Bush e suas políticas, mas embora Roth se opusesse às políticas do governo Bush, ele negou tais interpretações alegóricas de seu romance.
Em 2005, o romance ganhou o Prêmio James Fenimore Cooper de Melhor Ficção Histórica, concedido pela Sociedade de Historiadores Americanos. Ele ganhou o Sidewise Award for Alternate History, foi finalista do John W. Campbell Memorial Award e ficou em 11º lugar no Locus Awards de 2005.

## Análise

### Antissemitismo
As semelhanças entre o antissionismo moderno nos países ocidentais e as decisões políticas antissemitas do governo de Lindbergh no século XX retratado no romance são destacadas pelo escritor judeu Mike Berger. Ele discute como, em ambas as situações, a segmentação e o ostracismo da população judaica são mascarados no governo e na alta sociedade, fazendo com que as críticas ao povo judeu pareçam razoáveis ao focar em seu isolamento e na incapacidade de assimilar a cultura majoritária branca. A partir dessa aceitação implícita do preconceito contra as comunidades judaicas, muitos indivíduos e grupos antissemitas tornam-se encorajados a cometer atos de violência e discriminar os judeus, como visto no romance.
O professor inglês T. Austin Graham argumenta que a escalada gradual da política antissemita do governo acarreta uma possibilidade persistente e terrível de holocausto em grande escala em todo o romance. Ele argumenta que o romance também mostra quantas famílias judias como os Roths também são severamente afetadas pela grande mudança na "psique coletiva americana" que leva a distúrbios em larga escala semelhantes aos eventos da Kristallnacht na Alemanha nazista.

### Identidade
Mike Berger afirma que Roth captura a "essência" da identidade judaica no romance com versos que descrevem as identidades dos personagens como sendo "tão fundamentais quanto ter artérias e veias", contribuindo para a compreensão de uma identidade "profunda" como sendo o fusão total do individual e do coletivo.

### Trauma
A questão do trauma em um nível pessoal e coletivo é um tema importante do romance, que a professora Aimee Pozorski acredita ser demonstrado pelo uso de Roth do tempo distorcido - "uma espécie de tempo traumático que confunde o momento presente com um passado não assimilado" - para criar a sensação de que o romance é uma experiência revivida de um trauma passado que pode ser capaz de oferecer novos insights sobre a experiência. Pozorski afirma que o romance justapõe a fundação da América com a realidade de seus princípios fundadores sendo destruídos para contar uma narrativa do Holocausto reinventada; esta narrativa centrada na América destaca a perda real de princípios e identidade americanos que ocorreu nos anos 2000.
O uso do romance de um personagem infantil como o ponto de vista principal e a filtragem dos eventos horríveis do romance através das lentes da criança também destacam como as gerações futuras são mais fortemente impactadas por eventos traumáticos. Esse impacto poderia remodelar dramaticamente as identidades pessoais e culturais.

### Historiografia
O professor Jason Siegel afirma que Roth escreveu The Plot Against America para desafiar a percepção linear da história. Em vez de uma narrativa única, objetivamente contada, onde cada evento serve a um propósito, Roth propõe que a historiografia é caracterizada pela competição entre "enredos" conflitantes e narrativas que visam encaminhar agendas que atendam aos interesses daqueles que lidam com conflitos não resolvidos no presente. Ele faz isso descrevendo como a batalha entre duas supostas conspirações - as conspirações judaicas e fascistas para dominar os Estados Unidos - molda o curso do futuro da nação e impacta a perspectiva e experiência de diferentes grupos sociais de maneiras diferentes. Roth redefine a verdade histórica como a multiplicidade de experiências e narrativas de todas as pessoas e adverte que a história americana "permanece perpetuamente não escrita"

### Paralelos às eleições presidenciais de 2016
Após a eleição de Donald Trump para a presidência dos Estados Unidos em 2016, os críticos notaram a presença em The Plot Against America de um personagem que se assemelha a Trump. O primo, Alvin, vai trabalhar para um empreendedor imobiliário judeu cuja descrição se aproxima muito de Trump. Roth foi entrevistado na The New Yorker sobre as semelhanças entre seu romance e a eleição de Trump. Roth respondeu: "É mais fácil compreender a eleição de um presidente imaginário como Charles Lindbergh do que um presidente real como Donald Trump. Lindbergh, apesar de sua simpatia nazista e tendências racistas, foi um grande herói da aviação ... Trump é apenas um vigarista."

## Figuras históricas
The Plot Against America retrata ou menciona muitas figuras históricas:
- Fiorello H. La Guardia: o prefeito da cidade de Nova York de 1934 a 1945.[16] No romance, La Guardia faz um discurso ao povo de Nova York durante o funeral de Walter Winchell no qual ele denuncia o silêncio do governo sobre a epidemia de motins antissemitas e alerta contra o aumento do fascismo nos Estados Unidos ao proclamar “é acontecendo aqui! ” Mais tarde, ele é preso por supostamente fazer parte da conspiração para assassinar o presidente Lindbergh e é libertado quando a administração Wheeler recua.
- Charles A. Lindbergh: um famoso aviador estadunidense que no último minuto ganha a indicação do Partido Republicano e derrota Franklin D. Roosevelt para se tornar o 33º presidente dos Estados Unidos. Sua plataforma antiguerra e pontos de vista antissemitas levaram à assinatura de acordos de paz com as Potências do Eixo e à crescente marginalização dos judeus estadunidenses. Historicamente, Lindbergh foi um líder declarado do comitê de isolacionistas do America First e acusou Roosevelt e os judeus estadunidenses de serem "agitadores da guerra".[16] Ele também fez viagens frequentes à Alemanha nazista e foi criticado na mídia estadunidense por seus comentários antissemitas e seus elogios ao regime nazista, incluindo sua descrição de Adolf Hitler como "a maior salvaguarda do mundo contra a propagação do comunismo e seus males".[16]
- Anne Morrow Lindbergh: a esposa de Charles Lindbergh, que no romance põe fim à agitação civil e à repressão política provocada pelo desaparecimento de seu marido com um apelo aos seus conterrâneos via rádio. O sequestro e assassinato no mundo real de seu filho de três anos é o assunto de várias conspirações na trama do romance, com vários personagens acusando judeus ou nazistas de estarem por trás do crime.
- Franklin D. Roosevelt: o 32º presidente dos Estados Unidos, Roosevelt perde a reeleição em 1940 para Charles Lindbergh em vez de vencer Wendell Wilkie como fez na história real. Lindbergh e Roosevelt mantiveram certa animosidade um pelo outro na vida real, com o presidente comparando o aviador aos "Copperheads" que se opuseram à intervenção militar da União na crise de secessão durante a Guerra Civil e o impediu de ingressar no Corpo de Aviação do Exército após Pearl Harbor.[16] O romance termina com Roosevelt ganhando uma eleição de emergência para presidente e restaurando a história ao seu curso real ao entrar na Segunda Guerra Mundial ao lado dos Aliados após o ataque japonês a Pearl Harbor.
- Burton K. Wheeler: um senador democrata que se torna companheiro de chapa de Lindbergh e é eleito vice-presidente dos Estados Unidos. Wheeler era um anti-intervencionista ferrenho e membro do Comitê do American First, portanto, sua conexão com Lindbergh tem uma base no mundo real.[16] Quando Lindbergh desaparece, sua administração propaga uma teoria da conspiração culpando a comunidade judaica pelo desaparecimento de Lindbergh e pelo sequestro de seu filho vários anos antes e começa a prender figuras judias proeminentes e membros da oposição.
- Walter Winchell: um famoso colunista de fofocas judeu e locutor de rádio da cidade de Nova York que, no romance e na vida real, foi um crítico ferrenho de Charles Lindbergh.[16] Sua candidatura para a eleição presidencial de 1944 contra o presidente Lindbergh é interrompida quando ele é assassinado em um comício em Louisville, Kentucky, exacerbando motins e violência antissemita em todo o país.

## Adaptação para televisão
Em 18 de janeiro de 2018, foi relatado que o criador de The Wire, David Simon, estaria adaptando uma adaptação de uma minissérie em seis partes de The Plot Against America. A notícia foi anunciada pela primeira vez em uma entrevista do jornalista Charles McGrath com Roth ao The New York Times, que notou que Simon havia visitado Roth, que afirmou ter "certeza de que seu romance estava em boas mãos". As filmagens ocorreram em Jersey City, New Jersey. A minissérie estreou na HBO em 16 de março de 2020.